# Floribundaria fulvastra
Floribundaria fulvastra là một loài Rêu trong họ Meteoriaceae. Loài này được (Besch.) Renauld miêu tả khoa học đầu tiên năm 1909.